# SDSS J1416+1348
SDSS J1416+1348 is een tweevoudige ster met een spectraalklasse van L7 en T7.5. De ster bevindt zich 30,27 lichtjaar van de zon.